# 龍村平藏
龍村 平藏（たつむら へいぞう）は、日本の染織家。
名前は累代にわたって襲名されており、初代から五代まで存在する。各人とも、法隆寺、正倉院に伝わる古代裂など伝統的な織物の研究に尽力した。

## 初代 龍村平藏
龍村平藏（1876年11月14日-1962年4月11日）
初代龍村平藏は1876年（明治9年）、大阪博労町（現・大阪市中央区）の両替商平野屋の平野屋平兵衛の孫として生まれる。幼時から茶道、華道、謡、仕舞、俳諧と文芸美術の豊かな環境の中で育った彼は、とりわけ俳諧において非凡なる才能を発揮。
初代龍村平藏が16歳の時、祖父が死去。これをきっかけに家業が傾きはじめたことから、彼は退学し、西陣にて呉服商の道へと進む。当初は販売に従事していたものの、徐々に織物の技術研究に没頭するようになった。1894年（明治27年）、18歳で織元として独立。商売も順調に拡大し、30代という若さで「高浪織」や「纐纈（こうけち）織」など数々の特許を取得、周囲に衝撃を与えた。
1954年、当時の皇太子成婚の際にクリスチャン・ディオールは絹地に鳳凰や龍を金糸や銀糸等で織り込んだ龍村美術織物の生地を婚礼パレードのドレス（ローブデコルテ）に採用した。
初代をモデルにした小説として宮尾登美子の『錦』（2008年）がある。
- 1876年（明治9年） - 大阪の両替商の長男として生まれる。
- 1887年（明治20年） - 立花小学校を卒業。大阪商業学校に進学。
- 1892年（明治25年） - 大阪商業学校を中退し、手に職をつけるべく呉服の道へ。
- 1894年（明治27年） - 織物業を創業。
- 1906年（明治39年） - 龍村製織所設立。
- 1956年（昭和31年） - 日本芸術院恩賜賞を受賞。
- 1958年（昭和33年） - 紫綬褒章を受章。
- 1960年（昭和35年） - 財団法人大日本蚕糸会より恩賜賞を受ける。
- 1962年（昭和37年） - 急性肺炎のため兵庫県の自宅で死去（享年86歳）。

## 二代 龍村平藏
龍村謙（1905年 - 1978年）
- 1905年（明治38年） - 初代 龍村平藏の次男として大阪に生まれる。
- 1966年（昭和41年） - 二代 龍村平藏を襲名。
- 1978年（昭和53年） - 死去（享年73歳）。

## 三代 龍村平藏
龍村元（1923年 - 2005年）
- 1923年（大正12年） - 初代 龍村平藏の六男として大阪に生まれる。
- 1948年（昭和23年） - 京都大学文学部卒業。
- 1955年（昭和30年） - 株式会社龍村美術織物 を設立。
- 1976年（昭和51年） - 三代 龍村平藏を襲名。
- 1993年（平成5年） - 財団法人大日本蚕糸会より蚕糸功労賞を受ける。
- 2005年（平成17年） - 死去（享年82歳）。

## 四代 龍村平藏
龍村旻（1947年 - 2023年）
- 1947年（昭和22年） - 京都に生まれる。
- 1982年（昭和57年） - 株式会社龍村美術織物 に入社。
- 2006年（平成18年） - 四代 龍村平藏を襲名。
- 2007年（平成19年） - CIETA（国際古代織物学会）会員となる。
- 2023年（令和5年） - 死去（享年75歳）。

## 五代 龍村平藏
龍村育（1973年 - ）
- 1973年（昭和48年） - 神戸に生まれる。
- 2007年（平成19年） - 株式会社龍村美術織物 に入社。
- 2024年（令和6年） - 五代 龍村平藏を襲名。